# Mosinka
Mosinka – osada leśna w Polsce położona w województwie zachodniopomorskim, w powiecie szczecineckim, w gminie Szczecinek.